# Gubbeltåga
Gubbeltåga (Lulesamisch: Gubbeltædno) ist ein Fluss in der Gemeinde Rana in der Landschaft Helgeland in der norwegischen Provinz Nordland.

## Verlauf und Beschreibung
Der Fluss entspringt im Svangstjønna-See im Saltfjellet-Gebirge. Vom Svangstjønna fließt der Svangsbekken-Bach in nordwestlicher Richtung ab zum Quellgebiet des Gubbeltåga. Dieses befindet sich westlich des Karseegebiets Rándalgiera und südlich der Landbrücke Tjáhtjejuohkam, der eine regionale Wasserscheide darstellt und das Flusssystem der Randalselva im Süden von dem der Saltdalselva im Norden trennt. Im weiteren Verlauf fließt der Gubbeltåga in südlicher und südwestlicher Richtung durch das Gubbeltdalen, das im Wesentlichen durch die Berghänge des Bolna und des Nasafjellet gebildet wird.
Ebenfalls durch das Gubbeltdalen führen die Nordlandsbanen und die Europastraße 6 (E6), die sich beide über die gesamte Länge des Flusses in dessen unmittelbarer Nähe befinden. Rund 1,6 km nördlich des Bahnhofs von Bolna kreuzt die E6 den Fluss mit einer Brücke.
Südwestlich des Nasafjellet mündet der Gubbeltåga in die Randalseva, die im östlich gelegenen Randalen entspringt. Die Randalselva ändert an diesem Zusammenfluss ihre Richtung und fließt, wie zuvor der Gubbeltåga, nach Südwesten ab. Etwa 5,5 km flussabwärts fließt die Randalselva mit der Virvasselva zusammen und bildet fortan bis zur Mündung in den Ranfjord die Ranelva.
Der Gubbeltåga ist in historischen Quellen von 1742 beschrieben. In älteren Karten erfolgt ein Namenswechsel mit Randalselva. Der Fehler wurde von Kartverket im Jahr 1991 korrigiert.

## Etymologie
Der norwegische Name Gubbeltåga besteht aus den zwei Wortgelenken Gubbelt- und Åga («Fluss»). Die Namensform wurde von Kartverket am 4. November 1984 genehmigt. Das erste Teil Gubbelt- ist Samisch. Das zweite Wortgelenk, Åga, stammt aus dem Norwegischen und ist eine Dialektform von å («Fluss»). In der umesamischen Sprache sind die Namensformen Gubbeltjiænnō und Gubbeltjiænnuo geläufig. Die offizielle lulesamische Namensform Gubbeltædno wurde vom Kartverket am 29. Mai 1987 genehmigt.

## Hydrologische Daten
| Statistische Daten zum Einzugsgebiet des Gubbeltåga (156.J) |                                   |
| Gesamtwassermenge                                           | 15.847.000.000 m³/Jahr            |
| Mittlerer Spezifischer Jahresablauf (1961–1990)             | 378,2 L/s pro km²                 |
| Mittlerer Spezifischer Jahresablauf (1930–1960)             | 344 L/s pro km²                   |
| Höchster Punkt im Einzugsgebiet                             | 1262 m ö.h. (Svangsfjellet)       |
| Tiefster Punkt im Einzugsgebiet                             | 449 moh. (Mündung in Randalselva) |

Das Einzugsgebiet des Gubbeltåga beträgt 132,82 km², ein Teil davon befindet sich auf Schwedischem Staatsgebiet. Dominierend im Einzugsgebiet ist der Gubbeltåga, an nennenswerten größeren Seen existieren nur der Svangstjønna mit 0,41 km² Seefläche. Fast das gesamte Einzugsgebiet wird von kleinen Gebirgsbächen durchzogen. Das Wassersystem des Gubbeltåga stellt ein Nebenwassersystem des Ranelva (Flusssystem 156) dar. Die nebenstehende Tabelle enthält weitere Daten über das Einzugsgebiet des Gubbeltåga.